# Волиця-Деревлянська
Волиця-Деревлянська — село в Україні, в Буській міській громаді Золочівського району Львівської області. Орган місцевого самоврядування — Буська міська рада. Населення становить 365 осіб. Колишній орган місцевого самоврядування — Соколянська сільська рада, якій підпорядковувалися села Соколя, Волиця-Деревлянська, Забрід, Маращанка. Від 2021 року ці села належать до Побужанського старостинського округу.

## Географія
Село Волиця-Деревлянська розташоване за 65 км від обласного центру, за 49 км від районного центру, за 13 км адміністративного центру міської громади становить. Відстань до найближчої залізничної станції Красне — 22 км. На схід від села розташовані Побужани, на південь — Деревляни, на захід — Спас та Соколя. Вздовж межі села на південь та південний захід тече річка Західний Буг. Північну частину території займають ліси: Збиська, Заминки та Матвіявка.

## Населення
У 1880 році у селі мешкало 604 особи, з них: 542 русини (українці), 62 поляки. Станом на початок 1939 року у Волиці-Деревлянській мешкало 990 осіб, з них: 760 українців, 15 поляків, 30 польських колоністів, 170 латинників та 15 євреїв. За даними всеукраїнського перепису населення 2001 року у селі мешкало 365 осіб.
Мова
Розподіл населення за рідною мовою за даними перепису 2001 року був наступним:
| українська | 365 | 100,00 |

## Історія
У «географічному словнику Королівства Польського» подається інформація, що у кінці XIX століття у селі діяла греко-католицька парафія церкви Вознесіння Господнього (дочірня церкві у селі Соколя), а також однокласова початкова школа та кредитна (позичкова) каса з капіталом 312 злотих. В іншому джерелі згадується, що тут колись був оборонний замок, від якого, станом на 1849 рік, залишалося дві вежі.

## Пам'ятки, визначні місця

### Церква Вознесіння Господнього
Церкву збудували у проміжку між 1651 та 1667 роками, а за іншими джерелами — збудована у 1680 році. У 1662—1788 роках виконувала функції монастирського храму, оскільки розташовувалася на території давнього чоловічого монастиря, закритого наприкінці XVIII століття. Після закриття монастиря використовувалася місцевим дідичем як склад господарського знаряддя. Сама будівля храму дерев'яна, тризрубна, одноверха та має розміри 18,2×9,85 метри. Підвалини покладені на кам'яну основу, вінці з'єднуються замками з двобічним вирізом з залишком. У плані складається з квадратної нави, менших за розміром прямокутного бабинця та п'ятистінного вівтаря. Центральний зруб накритий шоломоподібною банею на високому восьмерику, яку увінчує маківка з глухим ліхтарем. Бічні зруби накриті трисхилим (бабинець) і п'ятисхилим (вівтар) дахами. Четверик центрального зрубу від підвалин до восьмерика скріплений «лисицями». Церкву по периметру оперезує піддашшя на масивних випусках вінців і на стовпцях, а при східній грані вівтаря — на приставних кронштейнах. Прибудована до південної стіни вівтаря захристія накрита спільним з піддашшям дахом. Дверей до церкви двоє з заходу і з півдня (до нави). Зруби до піддашшя пошальовані вертикально дошками разом з випусками вінців, а вище — до самої маківки — обшиті бляхою. В інтер'єрі висотний простір нави розкритий до основи ліхтаря. Біля східної стіни бабинця влаштовано хори з двоярусним вирізом у наву. Стіни всіх трьох частин чисті, без поліхромії. 
В інтер'єрі церкви зберігся семиярусний різьблений іконостас, датований 1680—1682 роками, образи святих до якого малював видатний український галицький іконописець Іван Руткович. У ньому є головний акцент — центральна найширша планиця з царськими вратами внизу та «Деісусом» в четвертому ярусі, увінчаному монументальним розп'яттям. Нижній, найвищий ярус розчленований трьома арковими отворами на чотири поля, де вміщено два намисних та два головних храмових образи. Шість вибраних євангельських сцен та дванадцять картин «празників» над ними утворюють два фризи, один над одним; в центрі між ними — нерукотворний образ з тайною вечерею. Головним акцентом є «Моління» з апостольським рядом, що за змістом і композиційно поєднується з ним. Різьба стриманого характеру, яскравого рисунка, майстерно виконана: вона пишна лише на царських вратах та у завершенні. Іконостас був позолочений у 1931 році та реставрований у 1995 році. 
У 1961—1989 роках церква закрита радянською владою. Відновила свою діяльність на початку 1990-х років та перебувала у користуванні релігійної громади Української православної церкви Київського патріархату. На початку січня 2012 року церкву Вознесіння Господнього обікрали — із намісного ряду іконостасу невідомі вирізали та викрали чотири унікальних образи — святого Миколая, Богородиці-Одигітрії, Христа Пантократора та Вознесіння Господнього, намальовані Іваном Рутковичем. Від грудня 2019 року церква перебуває у користуванні релігійної громади Львівсько-Сокальської єпархії Православної церкви України парафії Вознесіння Господнього села Волиця-Деревлянська.

### Церква Найсвятішого Серця Христового
Відродження Української греко-католицької церкви у селі Волиця-Деревлянська розпочалося у 1994 році, а від початку 1990-х років богослужіння та молебні проводилися в будинках парафіян, через те що на той час церковні споруди були в користуванні Української православної церкви Київського патріархату. Тоді місцева греко-католицька громада отримала у користування приміщення колишнього римо-католицького храму (за радянських часів приміщення колишнього костелу використовувалося як склад), який відреставрувала за власні кошти та посвятили на честь Найсвятішого Серця Христового. Від часу відновлення храму тут правили о. Петро Палюх, о. Василь Мирка, о. Андрій Баглай, о. Ігор Богачевський. Нині на парафії ведеться катехизація для дітей, створене братство «Апостольства молитви», нічні чування, служиться «Свята Година» та Суплікація, обхід села з читанням Святої Євангелії. Нині церква перебуває у користуванні релігійної громади Української греко-католицької церкви парафії Найсвятішого Серця Христового села Волиця-Деревлянська.